# AleXa
AleXa（朝: 알렉사、日: アレクサ、1996年12月9日 - ）は、韓国を拠点に活躍するアメリカ合衆国出身の歌手、ダンサー。ファンダム名はA.I Trooper。

## 来歴
1996年12月9日、アメリカのオクラホマ州に生まれる。12歳の頃、友達の影響でSUPER JUNIORやSHINeeを見たことをきっかけにきっかけにKPOPに興味を持ち、カバーダンスをするようになり、歌手を志す様になる。
2017年、アメリカの大手KPOPサイトSoompiがアメリカ現地で開催したオーディションプログラム、「Rising Legends : Season 2」で優勝。優勝特典として、KPOPの本場である韓国に行き、直接KPOPスターや関係者からアドバイスを頂き、実際にMVを撮影、制作した。
2018年5月、PRODUCE 48に参加。デビューメンバーには選ばれなかった。
2019年10月21日、Bombでソロデビュー。PRODUCE 48出身で最初のソロデビューであり、ZB  Labelから輩出される最初のソロデビューである。
2021年9月30日、メジャーリーグ ベースボール ロサンゼルス・ドジャース対サンディエゴ・パドレスの試合に先立ちアメリカ国歌を歌唱。
2022年5月10日、アメリカで放送された大規模オーディション番組、「アメリカン・ソング・コンテスト」でKPOPアイドル史上初の総合優勝。優勝者特典として5月15日にBillBoard Music Awardsに出演。
10月18日〜30日、初のアメリカ単独ツアーをジャージーシティを皮切りに開催予定。

## 人物
身長は150cmで体重は41kg。A型。活動名のAleXa (アレクサ)は本名であるアレクサンドラの愛称である。韓国名はキム・セリ (朝: 김세리)。母親は韓国人、父親はロシア系アメリカ人。ロールモデルはキム・ヒョナとSHINeeのテミン。
趣味は詩を書く事、写真を撮る事。特技は現代舞踊、バレー、ジャズダンス、アクロバット。
Zanybrosがミュージックビデオをよく制作しているrbw所属のアーティストと交流が多い。
- ムンビョルのEclipseのカバーダンス動画でムンビョル本人が特別出演[15]。

- MAMAMOOの「gogobebe」のミュージック・ビデオにエキストラとして出演[2][16]。
- ONEWEの「나의 계절 봄은 끝났다 (→ 僕の季節、春は終わった。)」のミュージックビデオに出演[17]。
- Never Let You Goの発売後にONEWEとのアコースティックバージョンの動画が公開[18]。

## 世界観
AleXaの作品では主にA.Iの世界観をベースにし、一貫してストーリーラインが存在する。ストーリーラインは、普通の青少年期を送るA.Iになる前のAleXa→A.Iになる過程で感じる人間の感情→A.Iとして目醒める→A.Iになった今、起きる事 の順で展開されている。
同じ様なコンセプトとして代表的にaespaのA.Iを用いたメタバースコンセプトが挙げられるが、aespaよりも一年前にAleXaが先にA.Iコンセプトを展開している。

## ディスコグラフィ

### シングル
| No  | 発売日         | タイトル                     | 収録曲                                                                  |
| --- | -------------- | ---------------------------- | ----------------------------------------------------------------------- |
| 1st | 2019年10月21日 | Bomb                         | 1. Bomb (Korean Ver.) 2. Bomb (English Ver.) 3. Bomb (Instrumental)     |
| 2nd | 2019年12月13日 | Bomb (Rock Ver.)             | 1. Bomb (Rock Ver.)                                                     |
| 3rd | 2020年3月6日   | A.I Trooper                  | 1. A.I Trooper 2. A.I Trooper (Instrumental)                            |
| 4th | 2020年3月6日   | Do or Die                    | 1. Do or Die 2. Do or Die (Instrumental)                                |
| 5th | 2020年7月16日  | VILLAIN                      | 1. 빌런 (VILLAIN) 2. 빌런 (VILLAIN) (Instrumental)                      |
| 6th | 2021年1月14日  | 오랜만이야(Never let you go) | 1. 오랜만이야(Never let you go) 2. 오랜만이야(Never let you go) (inst.) |
| 7th | 2021年7月1日   | ReviveR                      | 1. Xtra 2. Obsession                                                    |
| 8th | 2022年1月6日   | TATTOO                       | 1. TATTOO (타투) 2. TATTOO (타투) (Inst.)                               |

### EP
| No  | 発売日         | タイトル    | 収録曲 |
| --- | -------------- | ----------- | --- |
| 1st | 2020年4月1日   | Do or Die   | 1. A.I Trooper 2. Do or Die 3. KITTY RUN 4. Bomb (EDM RE-MIX) 5. Do or Die (Instrumental) 6. A.I Trooper (Instrumental)                                          |
| 2nd | 2020年10月21日 | DECOHERENCE | 1. Villain 2. Burn out 3. Revolution 4. Moon and Back 5. Revolution (English Ver.) 6. Revolution (Inst.) 7. Villain (Inst.) 8. 동굴의 비유(Allegory of the cave) |

### 参加楽曲
- Millenasia Project - Be The Future
- AleXa - We Can
- TheFatRat & AleXa - Rule The World
- AleXa - <어쩌다 가족> OST Part.9 - 어제도 오늘도 너무 보고싶어 (→ 昨日も今日もとても会いたい)
- Bader AlShuaibi,AleXa - Is It On
- Daedo & AleXa - 나만 없어 여름이 (Summer Breeze)

### その他
- Wonderland - American Song Contest 競演曲
- Wonderland (Korean Ver.) - Wonderlandの韓国語バージョン

## 受賞

### 2020年
- SOLIBADA Best K-Music Awards - 新韓流ネクストアーティスト賞 (8月13日 [21])
- Asian Artist Awards - AAAフォーカス (11月28日 [22])

### 2021年
- 2021 Newsis 韓流エキスポ - 韓流特別賞 (9月16日 [23])
- Asian Artist Awards - AAA ポテンシャル (12月2日 [24])